# Punta Azopardo
Punta Azopardo är en udde i Argentina.   Den ligger i provinsen Santa Cruz, i den södra delen av landet, 1 600 km söder om huvudstaden Buenos Aires.
Terrängen inåt land är platt. Havet är nära Punta Azopardo åt sydost. Trakten är glest befolkad. 